# Teoria X e teoria Y
Teoria X e Teoria Y sono due celebri teorie create e sviluppate da Douglas McGregor (1906 - 1964) presso il MIT Sloan School of Management che spiegano come le aspettative di comportamento sviluppate individualmente possano influenzare il comportamento collettivo degli individui.
Sono state applicate negli anni 1960 e usate nella gestione delle risorse umane, nelle teorie di organizzazione, e nella gestione organizzativa. Esse descrivono due differenti atteggiamenti della motivazione della forza lavoro. La formazione e il degrado delle relazioni di fiducia si realizzano secondo un tipico meccanismo di "profezie autoverificanti"; tale fenomeno è evidente, ad esempio, nel governo dei rapporti tra le imprese e le persone che vi prestano lavoro.

## Teoria X
Una parte notevole della teoria e della pratica organizzativa si fonda sull'ipotesi che i prestatori di lavoro tendano naturalmente (ossia per caratteristiche proprie della natura umana) ad applicare pratiche restrittive rispetto alle attese di comportamento espresse dall'azienda.
Secondo tale impostazione le persone attribuirebbero al lavoro un carattere puramente strumentale rispetto all'ottenimento della retribuzione e non solo minimizzerebbero lo sforzo per ottenere una data retribuzione, ma ricercherebbero coscientemente i "difetti" dell'assetto organizzativo pur di dar luogo a comportamenti opportunistici. Inoltre, sempre secondo tale impostazione, non sarebbe plausibile alcun fenomeno di assunzione spontanea di responsabilità.
Si trascura ogni ipotesi di interpretazione del lavoro come dovere e di identificazione dei prestatori di lavoro con l'azienda, con gli obiettivi e con la professione. È evidente che da tali ipotesi di sfiducia discendono la teoria e la pratica dell'assetto organizzativo prescrittivo, costrittivo e caratterizzato da totale accentramento delle decisioni rilevanti.
L'assetto organizzativo coerente con l'ipotesi negativa sulla natura umana causa esattamente i comportamenti previsti da tale ipotesi: le persone soggette ad un assetto costrittivo, e private di ogni delega, sviluppano atteggiamenti restrittivi ed opportunistici; l'impossibilità di esercitare giudizio in assenza di delega produce necessariamente la mancata dimostrazione della capacità di assumere responsabilità complesse.

## Teoria Y
McGregor contrappone alla Teoria X la Teoria Y. La Teoria Y ipotizza che le persone tendano spontaneamente ad assumere responsabilità, abbiano per natura un atteggiamento di lealtà e di impegno, si identifichino con l'azienda, con gli obiettivi e con la professione. Di conseguenza si adotta un assetto organizzativo inteso come guida al comportamento e caratterizzato da forte delega su obiettivi: l'ipotesi si autoverifica e le persone si comportano come previsto dalla Teoria Y.
L'adozione della Teoria Y è condizione essenziale per la realizzazione di assetti aziendali che favoriscano sia risultati di efficienza che risultati di soddisfazione.
Non è difficoltoso pensare quanto sia difficile il passaggio da una condizione "X" a una condizione "Y", dal momento che la situazione "X" si caratterizza per la sfiducia reciproca che blocca ogni mutamento verso una differente impostazione.

## Combinazione delle due teorie
Secondo McGregor, l'applicazione della prima teoria o della seconda non preclude la coesistenza di entrambe. Per la motivazione del personale di un'azienda possono, ad esempio, essere utilizzata la Teoria X per il 90% e la Teoria Y per il 10%.